# Ben Hardy
Ben Hardy, född 2 januari 1991 i Bournemouth, är en brittisk skådespelare.
Hardy har bland annat medverkat i TV-serien Eastenders (2013–2015). Han har även medverkat i filmerna X-Men: Apocalypse från 2016, Bohemian Rhapsody från 2018 där han spelar Queens trummis Roger Taylor och Voyeurerna från 2021.

## Filmografi (i urval)
- 2013–2015 – Eastenders (TV-serie)
- 2016 – X-Men: Apocalypse
- 2017 – Mary Shelley
- 2018 – Bohemian Rhapsody
- 2021 – Voyeurerna
- 2023 – Den statistiska sannolikheten för kärlek vid första ögonkastet